# Іллірія
Іллірія або Іллірик (дав.-гр. Ιλλυρια, Illyris, Illyrikon; лат. Illyricum) — країна в античний період в західній частині Балканського півострова, заселена племенами і кланами іллірійців, які говорили іллірійськими мовами.
У грецькій міфології Іллірій був сином Кадма і Гармонії, він став епонімічним пращуром іллірійського народу. Розмежування давньої Іллірії є проблемою для істориків, оскільки до Римського завоювання іллірійці не були єдиним народом в Іллірійському царстві, також не зрозумілі кордони Іллірії і Риму. Наприклад, далмати, хоча і класифікується як іллірійське плем'я за мовою, були лише короткий час у складі Іллірійського царства.

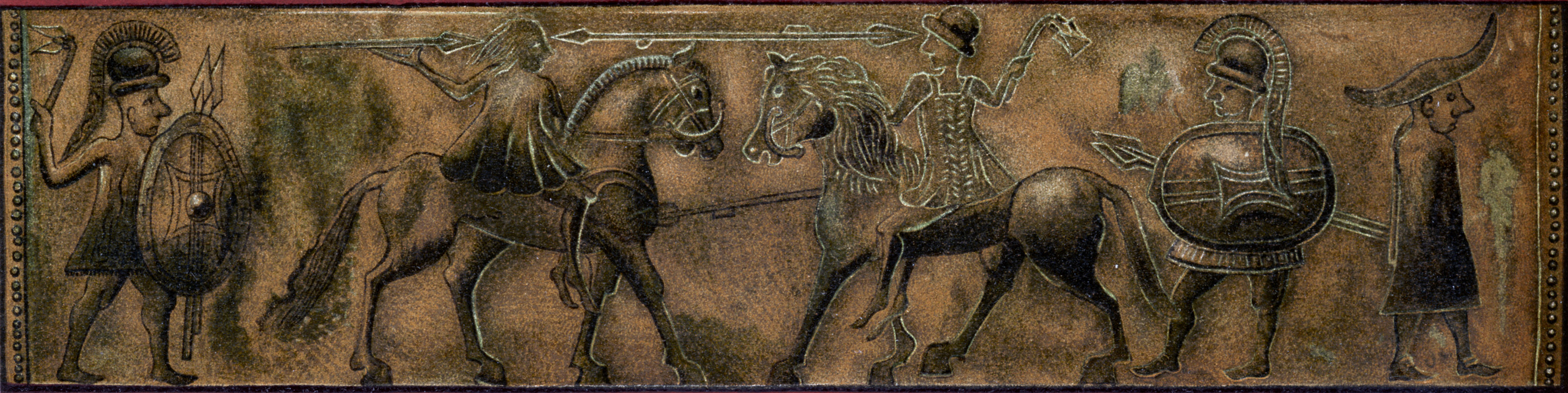
Іллірійці в бою. V століття до н. е.

У перші десятиліття візантійського панування (до 461) Іллірія зазнала руйнування від навали вестготів, гунів і остготів. Незабаром після цих варварських завойовників, що промайнули через Балкани, з'явилися слов'яни. У період між VI і VIII століттям вони заселили Іллірію і розпочали асиміляцію іллірійських племен на теренах сучасної Албанії, Чорногорії, Словенії, Хорватії, Боснії і Герцеговини і Сербії.

## Іллірійське царство
Іллірія перетворилася на величезну місцеву силу в IV столітті до н. е. Основними містами Іллірійського царства були Шкодер і Рисан. У 358 до н. е. Філіп II Македонський, батько Александра Македонського, переміг іллірійців і взяв на себе контроль над територією на північ і захід від Охридського озера. Іллірійські племінні вожді і солдати супроводжували Александра під час завоювання Персії.
Після смерті Александра в 323 до н. е. Іллірійське царство отримало незалежність знову. У 312 до н. е. король Глаукіс окупує Дуррес. Наприкінці 3 століття до н. е. Іллірійське царство з центром в Шкодері контролює північну частину Албанії, Чорногорію і Герцеговину.

## Стосунки з Римом
Під час Іллірійських війн 229 до н. е. і 219 до н. е. Рим захопив іллірійські поселення вздовж річкової долини Неретви і придушив піратство, яке робило Адріатику небезпечною. У 180 до н. е. далмати оголосили незалежність від іллірійського царя Гентіуса. Римляни завдали поразки Гентіусу, останньому царю Іллірії, у Шкодері в 168 до н. е., захопили і приєднали Іллірію до Риму в 165 до н. е. Було створено чотири клієнтські республіки, якими насправді правив Рим. Пізніше регіон безпосередньо керувався з Риму і була організована провінція зі столицею в Шкодері.

## Релігія
Людські жертви також грали велику роль в житті іллірійців. Давній історик Арріан Флавій записав, як іллірійці жертвують три хлопчика, три дівчинки і трьох баранів якраз перед битвою з Александром Великим.
Найпоширенішим типом поховання залізної доби іллірійців були кургани. Археологи знайшли багато артефактів у цих могильниках, таких, як зброя, прикраси, одяг і глиняний посуд. Іллірійці вважали, що ці предмети необхідні мертвому для подорожі у Вирій.

## Післямова

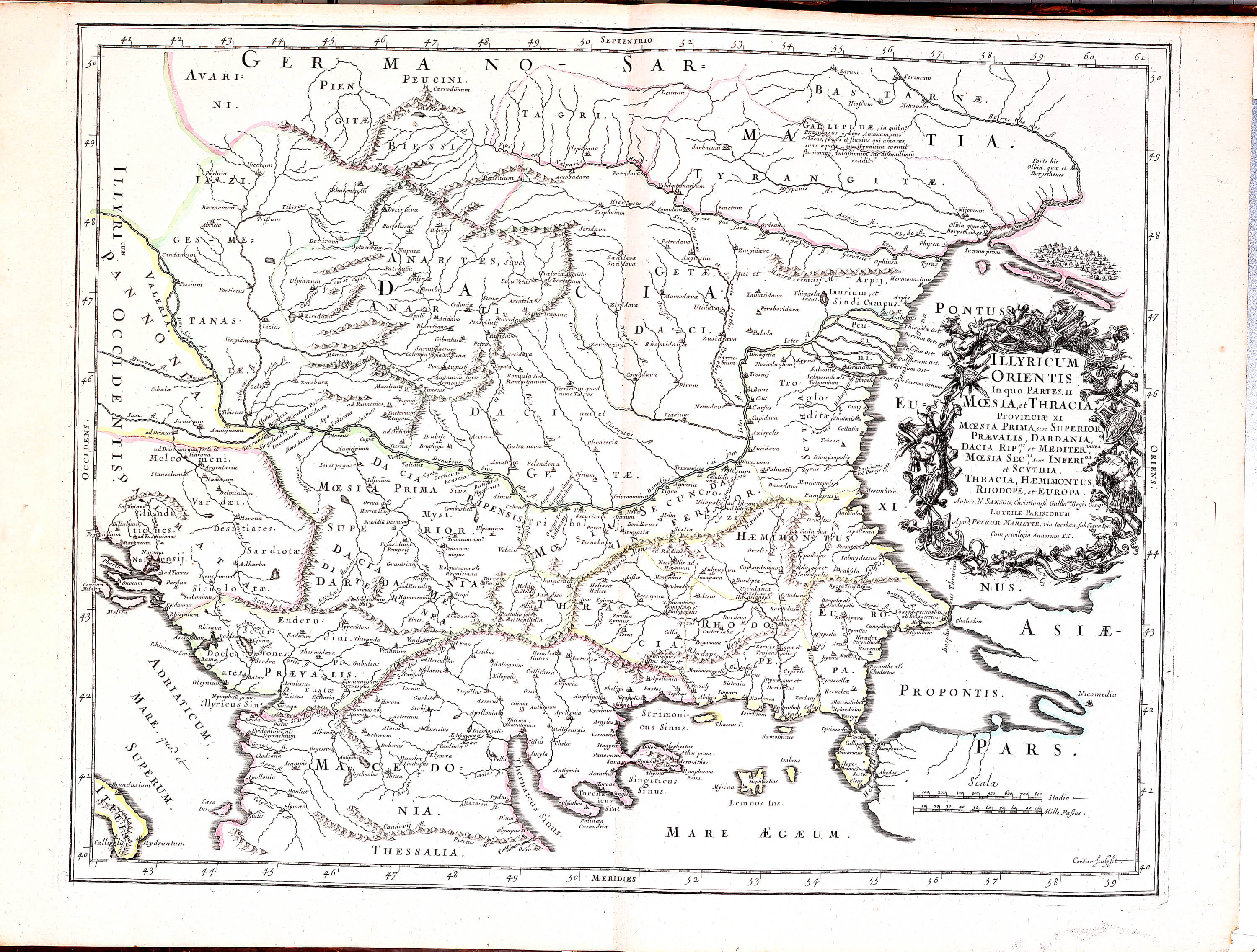
Нікола Сансон. Мапа Іллірії. 1651

Пізніше провінція Іллірик була розділена на Далмацію і Паннонію, слова «Іллірія» і «іллірійський» виходить із використання, але все-таки використовуються в деяких місцях. Топонім Іллірія було відроджено Наполеоном у назві «Іллірійські провінції», які були у складі Французької імперії з 1809 до 1813, пізніше Іллірійське королівство було частиною Австрії до 1849, після чого його скасували. Прикметник «іллірійські» було також уживано в політичних і літературних колах протягом XIX століття для опису Балканських націоналістичних рухів неприєднання, слов'янської ідеї об'єднання і незалежності слов'ян від інших іноземних держав.

## Галерея

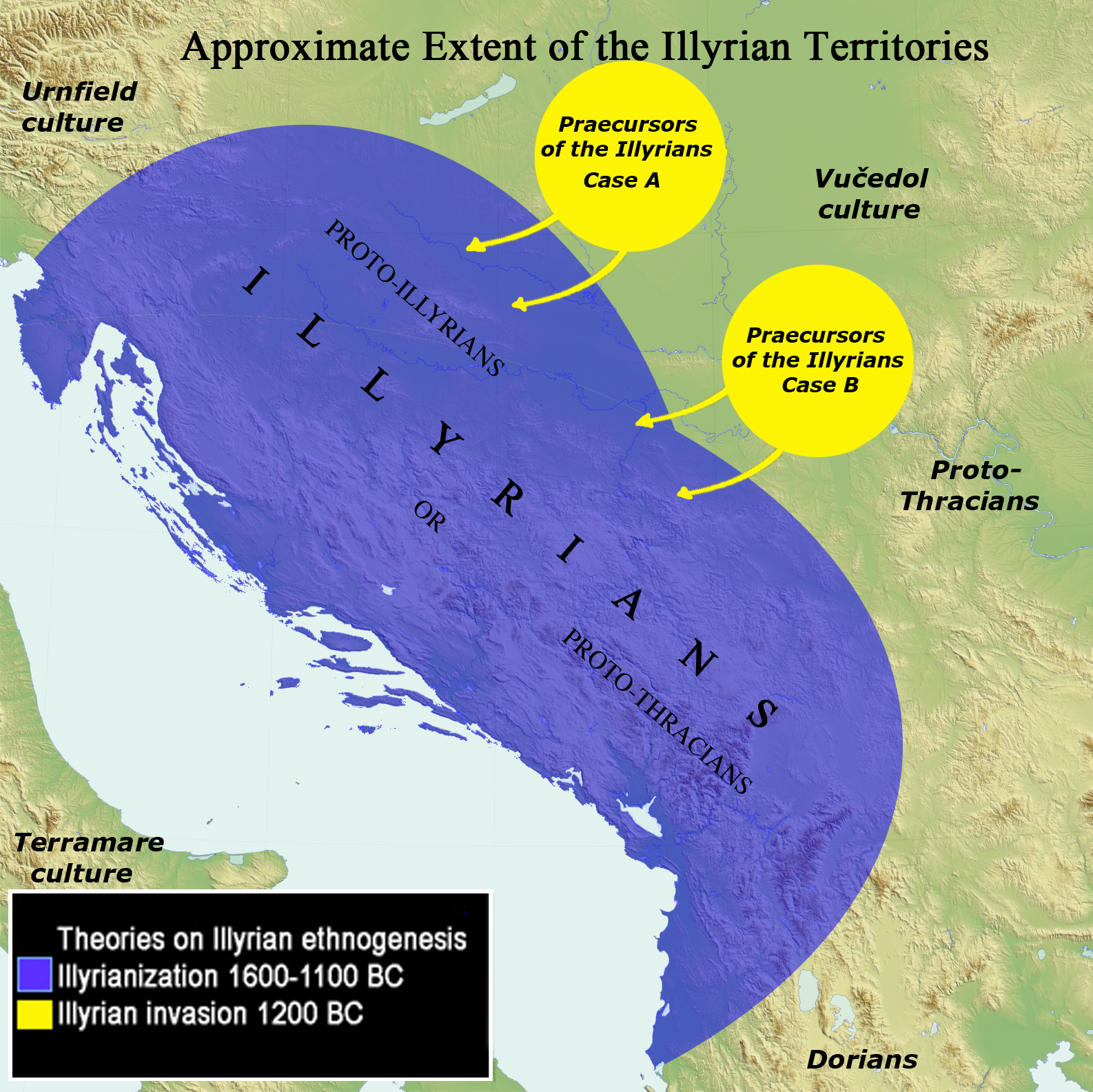
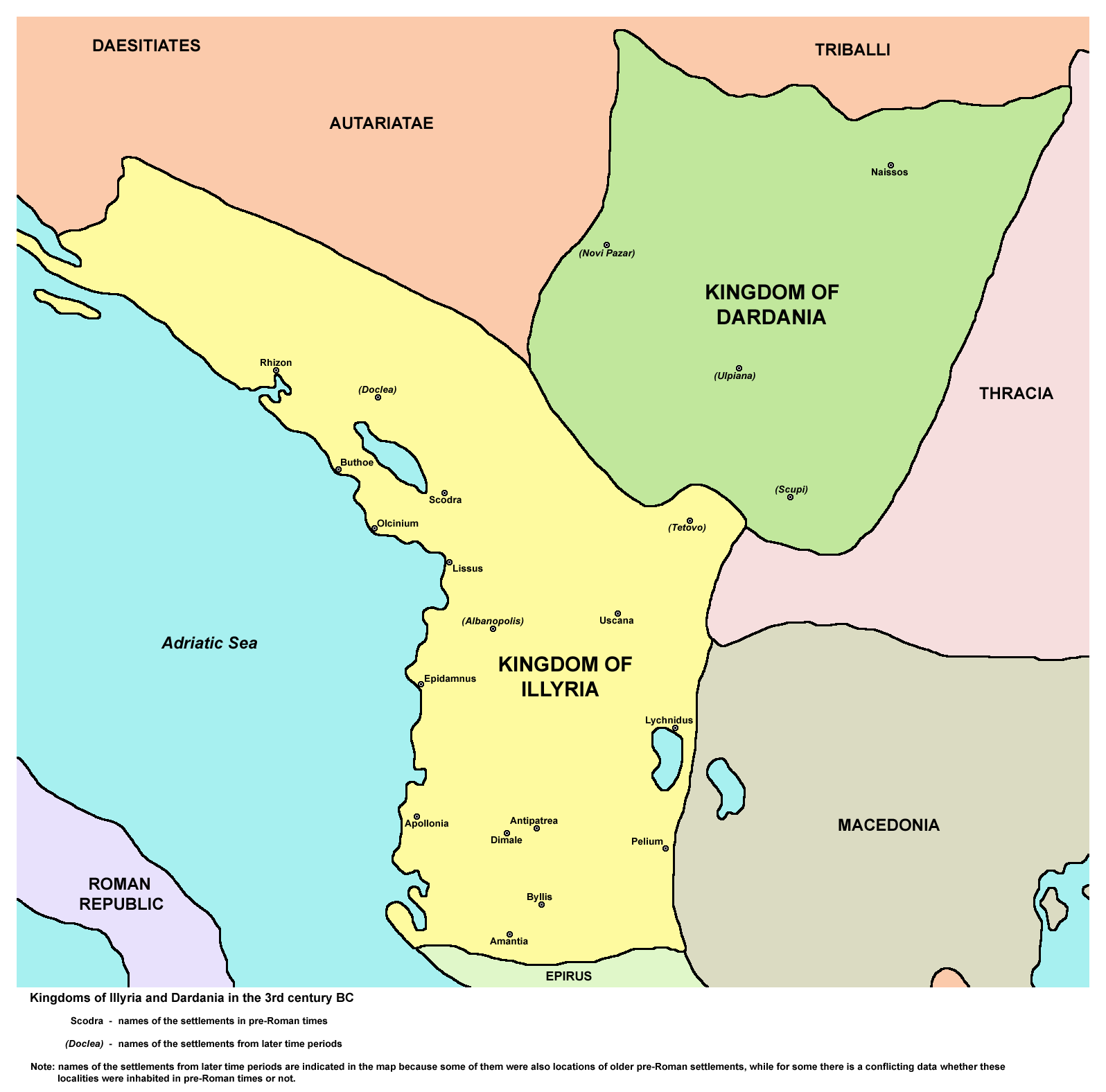
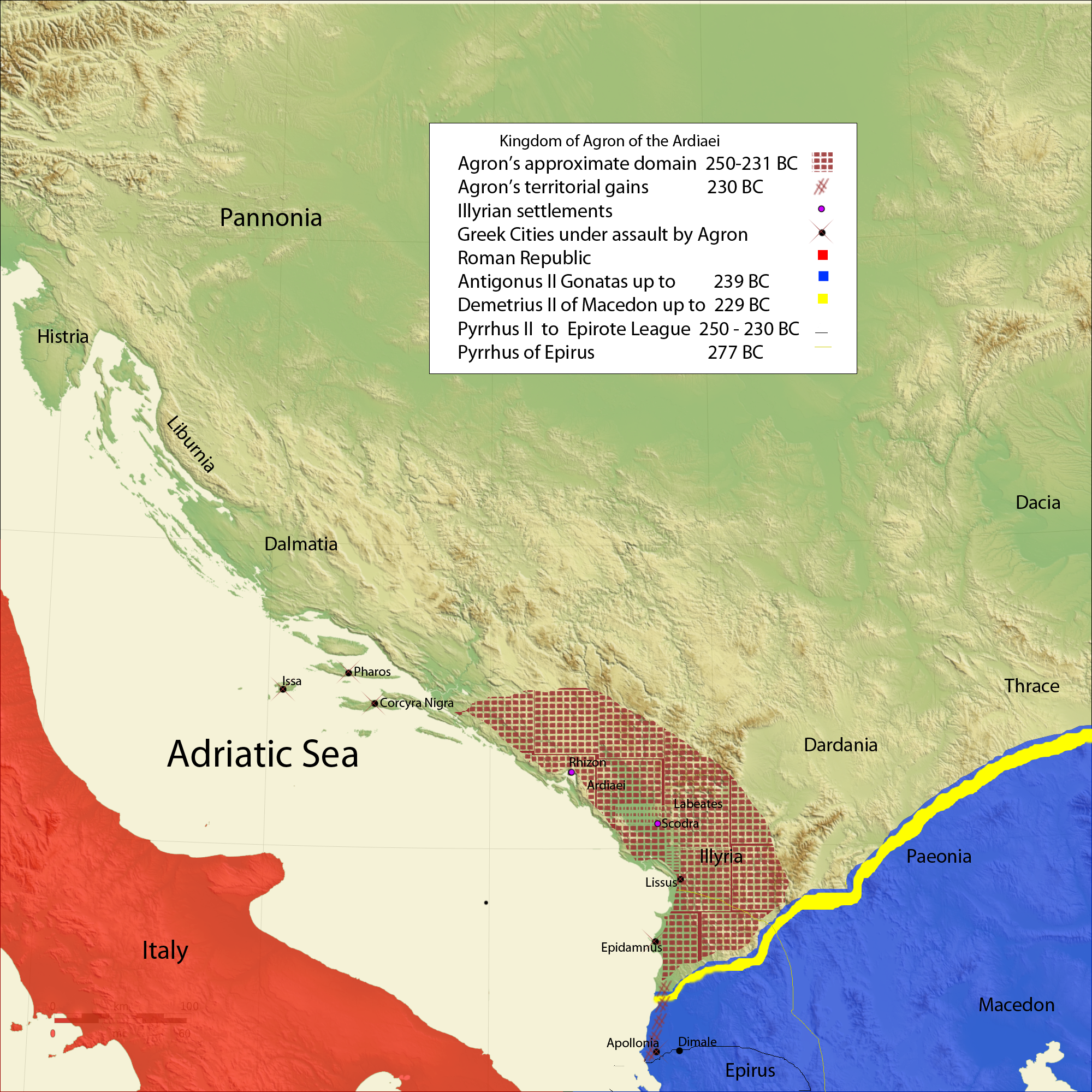
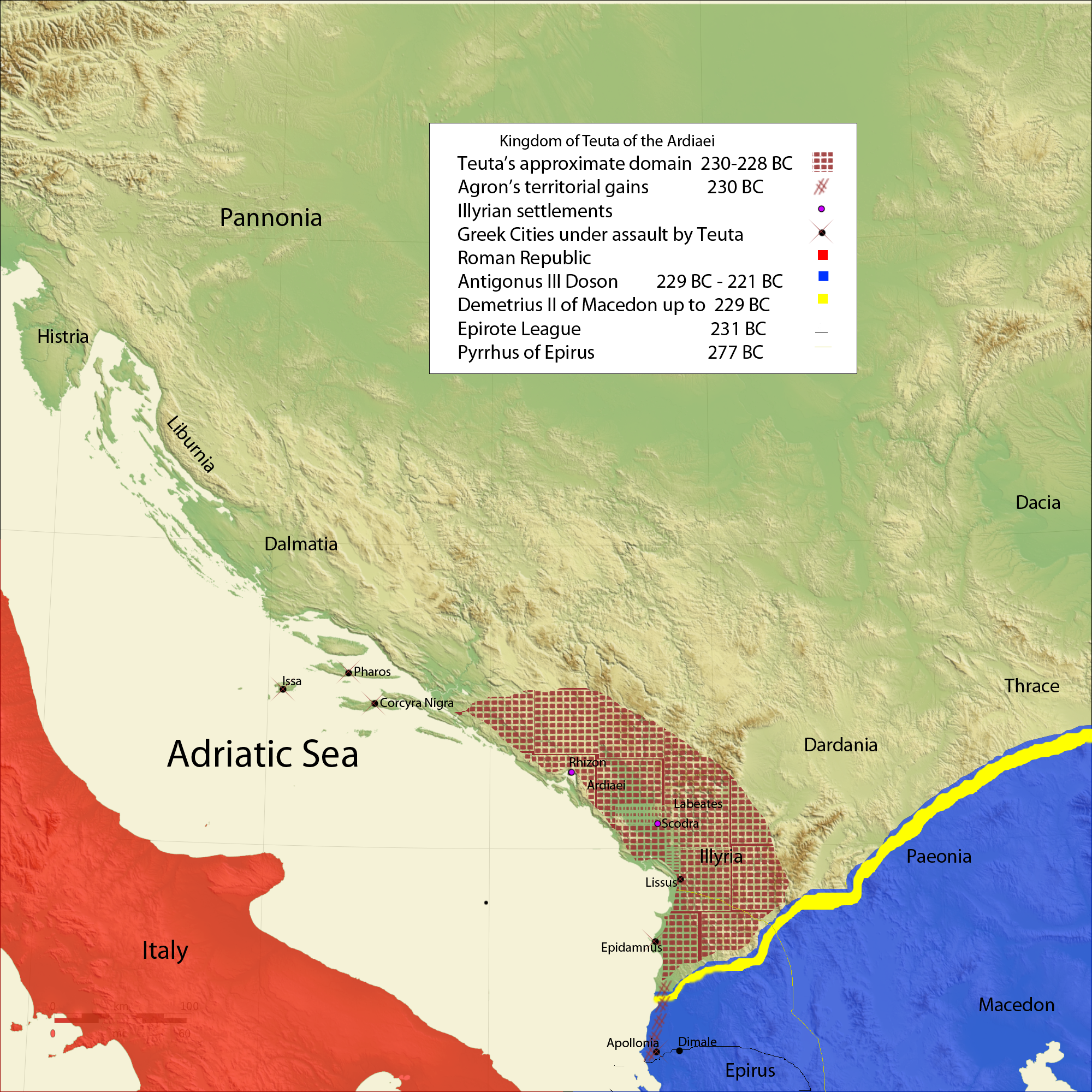
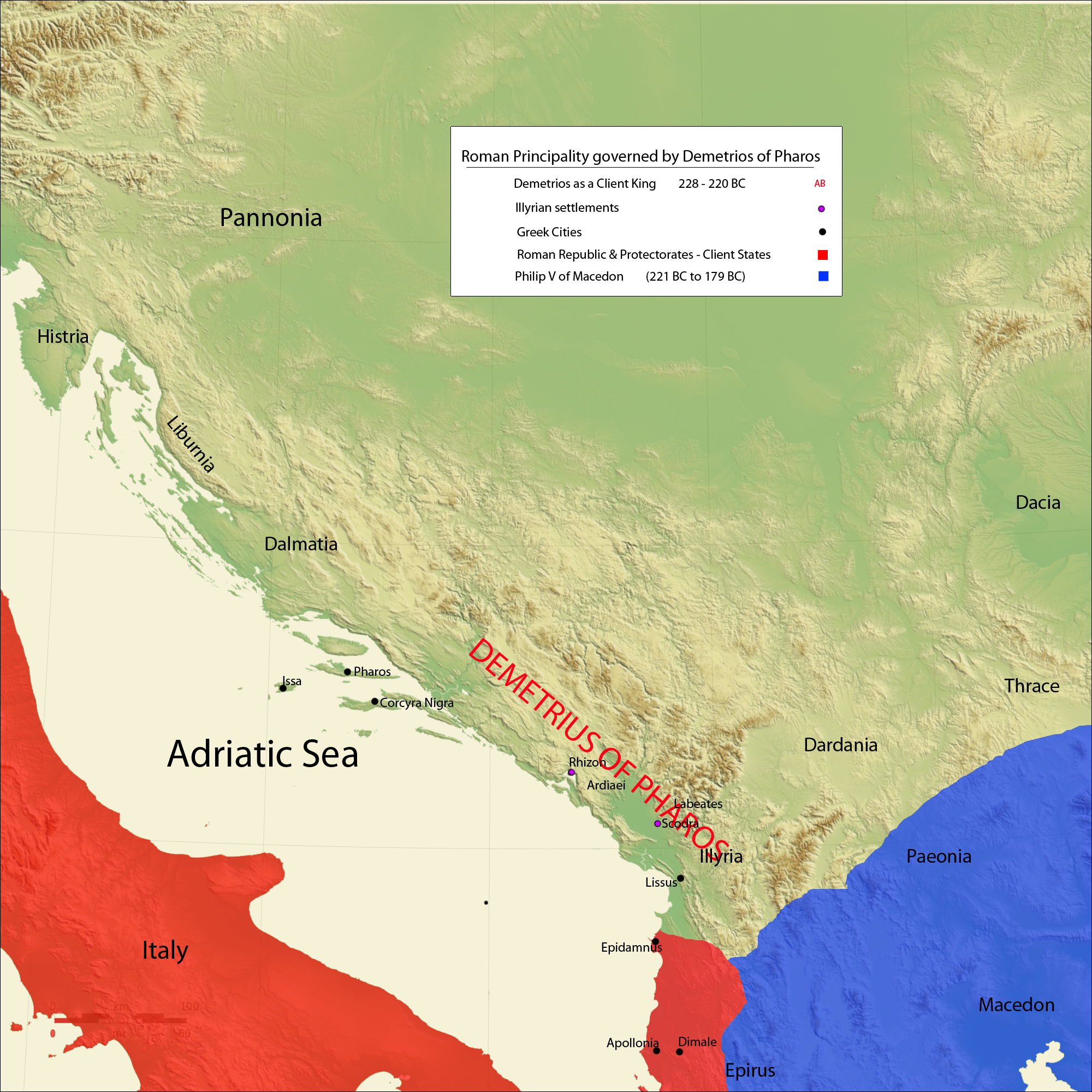